# Insektentränke

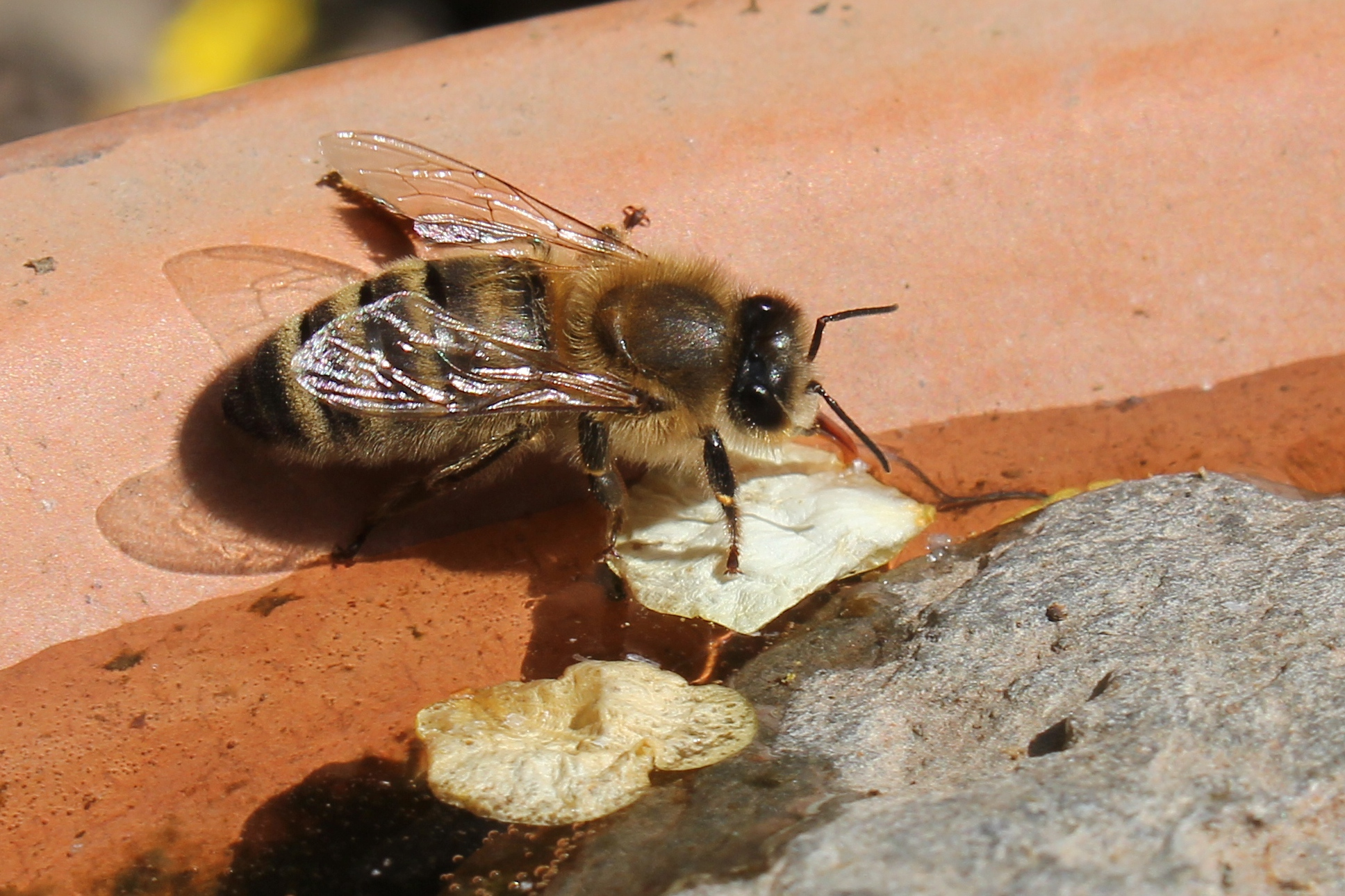
Honigbiene an einer Insektentränke aus Ton

Eine Insektentränke ist eine Wasserstelle mit niedriger oder ohne Fließgeschwindigkeit mit flachem Uferzugang, die Insekten aller Art die Möglichkeit bietet, an ihrem Rand Wasser aufnehmen zu können.
Um Insekten in heißen Sommermonaten zu helfen, können künstliche Insektentränken aufgestellt werden, zum Beispiel eine halb gefüllte Kokosschale, einzelne Becher oder Tonschalen aller Art. Wichtig ist, dass es am und im Wasser Strukturen gibt, auf denen die Insekten landen können, und die ihnen auch die Möglichkeit geben, aus dem Wasser wieder herauszukommen. Das können Steine, Moospolster, Holzstückchen sein. Insekten landen gerne auf Ästen, Steinen oder an Stämmen in und neben der Wasserquelle und saugen dann am feuchten Holz, oder am Moos. Ungeeignet sind Murmeln oder andere Objekte aus Glas, weil diese sich in der Sonne stark erhitzen können.
Insektentränken sollten regelmäßig gereinigt und frisch gefüllt werden, mindestens jedoch einmal in der Woche, um Stechmücken keine zusätzlichen Vermehrungsmöglichkeiten zu geben.